# Agilfrid
 (avril 2022).
Si vous disposez d'ouvrages ou d'articles de référence ou si vous connaissez des sites web de qualité traitant du thème abordé ici, merci de compléter l'article en donnant les références utiles à sa vérifiabilité et en les liant à la section « Notes et références ».
Agilfrid était évêque de Liège 765 (ou 769) à sa mort en 784 (ou 787).
Il était moine de Saint-Amand et abbé à l'église de Saint-Bavon à Gand.

## Liens
- Notices dans des dictionnaires ou encyclopédies généralistes :   - Biographie nationale de Belgique
  - Deutsche Biographie
- Notices d'autorité :   - VIAF
  - GND